# Emma Maltais
Emma Maltais (née le 4 novembre 1999 à Burlington, dans la province de l'Ontario) est une joueuse canadienne de hockey sur glace. Elle évolue au poste d'attaquante dans la ligue élite féminine universitaire. Elle remporte une médaille d'or olympique aux Jeux de Pékin en 2022 et participe à trois championnats du monde où elle est sacrée deux fois championnes avec l'équipe du Canada .

## Biographie
Emma Maltais commence à patiner à tout juste deux ans et commence le hockey à quatre ans . Adolescente, elle rejoint la Provincial Women's Hockey League, plus haut niveau féminin en Ontario, et joue pour les Hornets de Oakville. Pour sa dernière saison, elle est nommée capitaine et établie un nouveau record d'équipe avec 147 points .

### Carrière universitaire
Emma Maltais commence sa carrière universitaire en 2017, en intégrant le championnat américain NCAA avec l'équipe des Buckeyes d'Ohio State. Elle remporte le titre de « Recrue de l'année » de la WCHA en 2018, mais c'est lors de sa seconde année qu'elle établie un nouveau record d'équipe avec 59 points. Son équipe atteint le Frozen four en 2018 et 2021 et remporte pour la première fois de son histoire le titre d'association WCHA en 2020. Pour sa quatrième année, elle est nommée capitaine de l'équipe. Elle reçoit de nombreuses nominations tout au long de son parcours universitaire et termine notamment finaliste pour le Trophée Patty-Kazmaier en 2020 et 2021 ,,.

### Carrière internationale
Maltais rejoint le programme national pour la première fois en 2015, à l’occasion du championnat du monde des moins de 18 ans de 2016 . Deux mois avant la tenue du tournoi, elle se fracture le poignet à l'entraînement. Elle se rétablie et participe au championnat, terminant première ex æquo des pointeuses de l'équipe pour un total de 6 points. Maltais participe également à l'édition 2017, son passage dans l'équipe des moins de 18 ans se soldant par deux médailles d'argent . 
Elle est sélectionnée l'année suivante avec l'équipe des moins de 22 ans, pour la Coupe des nations. Elle fait son début en équipe sénior en 2019 dans le cadre d'une série de matchs contre les États-Unis . En mai 2021, Emma Maltais fait partie de l'effectif retenu pour la préparation olympique des Jeux de Pékin 2022  et du championnat du monde 2021. Elle participe ainsi à ses deux premières compétitions sénior, remportant une médaille de championne du monde et une médaille de championne olympique.

## Statistiques

### En club
| Saison      | Équipe                | Ligue       |     | Saison régulière | Saison régulière | Saison régulière | Saison régulière | Saison régulière |   | Séries éliminatoires | Séries éliminatoires | Séries éliminatoires | Séries éliminatoires | Séries éliminatoires |
| Saison      | Équipe                | Ligue       | PJ  | B                | A                | Pts              | Pun              | PJ               | B | A                    | Pts                  | Pun                  |                      |                      |
| 2017-2018   | Buckeyes d'Ohio State | NCAA        | 37  | 16               | 24               | 40               | 14               |                  |   |                      |                      |                      |                      |                      |
| 2018-2019   | Buckeyes d'Ohio State | NCAA        | 35  | 15               | 28               | 43               | 6                |                  |   |                      |                      |                      |                      |                      |
| 2019-2020   | Buckeyes d'Ohio State | NCAA        | 38  | 19               | 40               | 59               | 8                |                  |   |                      |                      |                      |                      |                      |
| 2020-2021   | Buckeyes d'Ohio State | NCAA        | 20  | 5                | 11               | 16               | 8                |                  |   |                      |                      |                      |                      |                      |
| 2022-2023   | Buckeyes d'Ohio State | NCAA        | 39  | 11               | 37               | 48               | 16               |                  |   |                      |                      |                      |                      |                      |
| Totaux NCAA | Totaux NCAA           | Totaux NCAA | 130 | 55               | 103              | 158              | 36               |                  |   |                      |                      |                      |                      |                      |

### En équipe nationale
| Année | Équipe          | Compétition                   |   | PJ | B | A | Pts | Pun | +/-               |  | Résultat |
| 2016  | Canada - 18 ans | Championnat du monde - 18 ans | 5 | 1  | 5 | 6 | 2   | +7  | Médaille d'argent |  |          |
| 2017  | Canada - 18 ans | Championnat du monde - 18 ans | 5 | 0  | 3 | 3 | 4   | +4  | Médaille d'argent |  |          |
| 2021  | Canada          | Championnat du monde          | 5 | 0  | 0 | 0 | 0   | -2  | Médaille d'or     |  |          |
| 2022  | Canada          | Jeux olympiques               | 7 | 1  | 1 | 2 | 4   | +5  | Médaille d'or     |  |          |
| 2022  | Canada          | Championnat du monde          | 7 | 1  | 2 | 3 | 2   | +3  | Médaille d'or     |  |          |
| 2023  | Canada          | Championnat du monde          | 7 | 0  | 1 | 1 | 0   | +1  | Médaille d'argent |  |          |

## Honneurs personnels

### Ligue universitaire
- Recrue de l'année de la division WCHA en 2018.
- Sélectionnée dans la deuxième équipe d'étoiles du championnat NCAA par l'AHCA en 2020 [11].
- Sélectionnée dans la première équipe d'étoiles du championnat NCAA par l'AHCA en 2021 [12].
- Attaquante du mois (octobre 2018 et janvier 2020) de la division WCHA [12].
- Sélectionnée dans la première équipe d'étoiles de la division WCHA en 2018, 2019 et 2020 [13].
- Sélectionnée dans la première équipe d'étoiles de la division WCHA en 2021.
- Finaliste du Trophée Patty-Kazmaier en 2020 et 2021.